# Földi Péter (festő)
Földi Péter János (Somoskőújfalu, 1949. augusztus 11. –) a Nemzet Művésze címmel kitüntetett, Kossuth-díjas magyar festő, főiskolai tanár. Képzeletgazdag, egyedi stílusú alkotó.

## Életútja
Főiskolai tanulmányait az Egri Tanárképző Főiskola matematika–rajz szakán végezte Blaskó János, Seres János, Nagy Ernő tanítványaként 1968-1972 között, főiskolai tanulmányainak befejezésére a budapesti Képzőművészeti Főiskolán került sor.
1972-1992 között szülőfalujában, 1995–től 2009. évi nyugdíjba vonulásáig az Eszterházy Károly Főiskolán tanított.

## Munkássága
Alkotásaival 1974 óta szerepel kiállításokon. Számos tanulmányt is írt, amelyek elsősorban a gyermekrajzok világáról szólnak. Sajátos mitológiája, amely ecsetjét irányítja, a népmesék, a néphagyományok világából származik, ihletője a gyermekrajzok őszintesége és tisztasága is, ez utóbbi kapcsán rokon Kasza Imre művészetfelfogásával. Alkotói stílusa nem kötődik hagyományosan egy iskolához, egyediség jellemzi.
Ihletének fő forrása saját szülőfaluja, Somoskőújfalu, jellemző nála a népművészeti hagyományok újraértelmezése. A gyermekrajzok és a „neoprimitív festészet” mesterkéletlen, kozmikus világlátását követi. Alkotásai mögött ott lüktet az egész 20. századi avantgárd és neoavantgárd, Jackson Pollock, Hans Hartung expresszivitása, lírai absztraciói, a szentendrei szürrealisták, (Vajda Lajos, Ámos Imre) szuggesztiója. Sokáig a növényeket, majd az állatokat foglalta képekbe. A látványperspektíva mellőzése az egyiptomi művészetre emlékeztet.

## Kiállításai (válogatás)

### Egyéni
- 1973 Nógrád megyei Tanács Klubja, Salgótarján
- 1974 Kórház Galéria, Salgótarján
- 1977 Művelődési Ház, Somoskőújfalu; Művészet Kisgaléria; Horváth E. Galéria, Balassagyarmat; Vándorkiállítás Nógrád megye területén; ZIM Munkásgaléria, Budapest; Jókai Klub, Budapest; Ferencvárosi Pincetárlat, Budapest
- 1980 (?) Kölcsey Művelődési központ, Debrecen
- 1981 Vigadó Galéria, Budapest
- 1987 Tornyai Múzeum, Hódmezővásárhely
- 1995 Zsinagóga, Szolnok
- 1997-2010 Földi Péter festményei Parti Galéria, Pécs
- 2001 Vigadó Galéria, Budapest
- 2005 A kondásnővérek éneke II. Szinyei Galéria, Budapest; Móra Ferenc Múzeum, Szeged
- 2006 A hantmadarak élőhelye : Supka Manna[2] emlékére Aulich Art Galéria, Budapest
- 2010 Tavasz Parti Galéria, Pécs; Lena & Roselli Galéria, Budapest

### Csoportos
- 2000 Földi Péter, Muzsnay Ákos, Szabó Tamás kiállítása Vigadó Galéria, Budapest
- 2004 Művészeti gyűjtemények a II. kerületben – Németh István gyűjteménye Kiállítva: Almássy Aladár, Bukta Imre, Drabik István, Földi Péter, Gaál József, Kárpáti Tamás, Kovács Péter, Molnár Péter, Nádor Tibor, Oláh Mátyás, Szabó Tamás, Váli Dezső, Vojnich Erzsébet, Zsakó István művei.
- 2004 Európa Fríz[3] Kiállító művészek: Balogh Csaba; Bukta Imre; Elekes Károly; FeLugossy László; Koncz István; Kopasz Tamás; Máriás Béla; Gaál József; Lévay Jenő; Rácmolnár Sándor, Šwierkiewicz Róbert, Szabados Árpád, Szirtes János, Szurcsik József, Varga Éva, Elekes Károly, Hegedűs 2 László, Földi Péter, Újházi Péter, Wahorn András, Koronczi Endre, Csontó Lajos, Kótai Tamás. UngArt – a Bécsi Collegium Hungaricum Galériája, Bécs
- 2008 Észak így – az egri ötök Kiállító művészek: Földi Péter, Bukta Imre, Borgó György Csaba, Szurcsik József, Csontó Lajos. Parti Galéria, Pécs

## Művei (válogatás)
- Csirkék (1972-73)
- Karám (1982)
- Mérkőzés (1982)
- Nyitva van az aranykapu (1983–1984)
- Kígyótojás (1984)
- Madarak IX. (1988, pasztell, papír)
- Táltos boronával (1987–1989)
- Fanyüvő (1989)
- Fogadalmi nap (1987)
- Földműves csemeteültető (1993-1996)
- Vetésforgó (1995)
- A halász felesége meg a hal fia (2005)
- A hiéna törpeliliomokat látott
- Aranyhíd békanyállal
- Csapda (kisplasztika)

## Publikációi (válogatás)
- Világképrendező gyermekrajzok, Művészet, 1978/9.
- Zarándoklás – gyermekrajzokon (Csontváry Kosztka Tivadar: Zarándoklás a Cédrusokhoz Libanonban c. kép értelmezése), Művészet, 1979/1.
- Gyermekév – gyermekrajzok, Palócföld, 1984/2.
- A montázsról – "demokratikus" műfaj, Rajztanítás, 1987/ 1-2.
- Magyar életfa, Palócföld, 1990/5.
- Csemniczkyről meg a drótról, Palócföld, 1991
- Hegedűs Morganról, Palócföld, 1991.

## Művei közgyűjteményekben
- Déri Múzeum, Debrecen
- Katona József Múzeum, Kecskemét
- Kecskeméti Galéria, Kecskemét
- Magyar Nemzeti Galéria, Budapest
- Modern Magyar Képtár, Pécs
- Nógrádi Sándor Múzeum, (Dornyay Béla Múzeum) Salgótarján
- Szombathelyi Képtár, Szombathely
- Tornyai János Múzeum, Hódmezővásárhely
- Vármúzeum, Eger
- Xántus János Múzeum, Győr.

## Társasági tagság
- Széchenyi Irodalmi és Művészeti Akadémia Miskolci Területi Csoport tagja

## Díjak, elismerések
- Madách-ösztöndíj (1973, 1976)
- Derkovits Gyula képzőművészeti ösztöndíj (1978)
- A salgótarjáni tavaszi tárlat nagydíja (1979, 1993)
- Derkovits-nívódíj (1980)
- Az egri akvarellbiennále nagydíja (1980, 1997)
- Munkácsy Mihály-díj (1987)
- SZOT-díj (1988)
- Borfesztivál díja (1992)
- Magyar Művészetért díj (1993)
- A salgótarjáni rajzbiennále nagydíja (1995)
- Tornyai-plakett (1998)
- Magyar Köztársasági Arany Érdemkereszt (1998)
- Érdemes művész (2001)
- Kossuth-díj (2007)
- Prima Primissima díj (2009)
- A Nemzet Művésze (2020)[4]